# Braunstein (Mineralgruppe)
Braunstein ist die Sammelbezeichnung für Mangan-Minerale und synthetisch hergestellte Manganoxide mit einer ungefähren Zusammensetzung von MnO1,7 bis MnO2. Braunsteine kommen in sehr unterschiedlichen Erscheinungsformen und mit verschiedenen Eigenschaften vor. Aufgrund der schlechten Kristallinität ist bei vielen Braunsteinen die genaue Struktur unbekannt. Der Name Braunstein stammt aus dem Mittelalter. Er ist auf die braune Farbe zurückzuführen, die man beim Glasieren von Tonwaren mit Manganoxiden erhält.

## Vorkommen
Braunsteine sind weit verbreitet und werden in vielen Ländern abgebaut. Der überwiegende Teil der Reserven besteht jedoch aus Erzen mit niedrigem bis mittlerem Mangangehalt (definiert als < 44 % Mn), die vor der Verwendung aufkonzentriert werden müssen.
Südafrika, das die größten bekannten Reserven besitzt, Brasilien, Australien und Gabun sind derzeit (2005) die wichtigsten Exporteure von Erzen mit hohem Mangangehalt. In der früheren UdSSR (Ukraine, Georgien), in Indien und in Ghana sind die hochgradigen Vorkommen weitgehend erschöpft. Diese Länder, die früher zu den wichtigsten Förderländern gehörten, haben daher nur noch geringe Bedeutung als Exporteure von Erzen mit niedrigem Mn-Gehalt. Die Vorkommen in China und den USA bestehen überwiegend aus Erzen mit niedrigem Mn-Gehalt. Mit Ausnahme von Griechenland gibt es in Europa keine bedeutenden Lagerstätten. In Deutschland wurden Mangan-Erze früher unter anderem bei Gießen, Waldalgesheim und im Südharz bei Ilfeld abgebaut. Europas einzig bis heute existierende Braunsteinmühle befindet sich im thüringischen Geraberg.

## Modifikationen und Strukturen von Braunstein
Der Grundbaustein für die Kristallstruktur von Braunsteinen ist der MnO6-Oktaeder, bei dem das zentrale Manganatom von sechs Sauerstoffatomen umgeben ist. Durch regelmäßige Verknüpfung dieser Oktaeder über Kanten und/oder Ecken können, wie bei der Tetraederverknüpfung von Silikaten, unterschiedliche Strukturen gebildet werden. Man unterscheidet zwischen Kettenstrukturen (Ino-Manganate), Netzwerk- beziehungsweise Tunnelstrukturen (Tekto-Manganate) und Schichtstrukturen (Phyllo-Manganate). In diesen Strukturen kann vierwertiges Mangan auch durch drei- oder zweiwertiges Mangan ersetzt sein. Daneben können Fremdkationen sowie Wasser und Hydroxid-Ionen eingebaut sein. Daraus ergibt sich die komplexe Struktur und vielfältige Erscheinung von Braunsteinen.

### α-MnO2

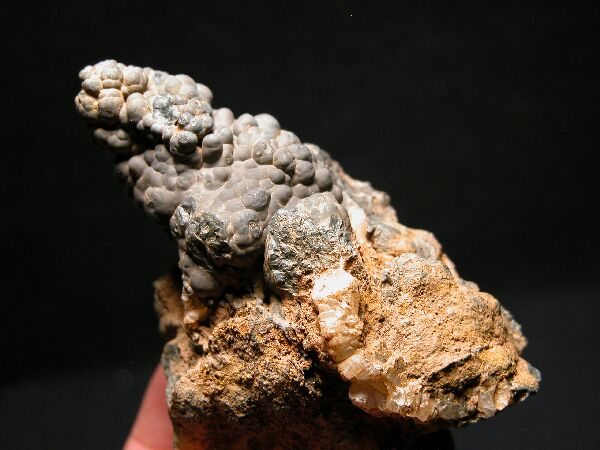
Traubig ausgebildeter Kryptomelan aus Marokko

α-Braunstein mit tetragonaler Kristallstruktur besteht aus Doppelketten von kantenverknüpften MnO6-Oktaedern. Die Doppelketten sind über gemeinsame Oktaederecken mit benachbarten Doppelketten verbunden. Die Doppelketten sind senkrecht zueinander orientiert und ergeben so ein dreidimensionales Gerüst mit einer (2x2)-Tunnelstruktur, die durch die Einlagerung von Fremdkationen während der Kristallisation stabilisiert wird. Wegen der Ladungsneutralität müssen dann Fehlstellen oder Manganionen mit kleinerer Oxidationszahl als +4 im Gitter vorhanden sein. Zusätzlich kann Wasser eingelagert sein. Die Zusammensetzung von α-Braunstein kann als XN(Mn3+, Mn4+)8O16 x H2O beschrieben werden. α-Braunstein kann synthetisch hergestellt werden. Oft werden auch die Manganomelane, Manganmineralien mit einer verwandten Struktur und eingelagerten Fremdkationen, zu α-Braunstein gezählt. Im Kryptomelan sind K+-Ionen eingebaut, im Manjiroit Na+-Ionen, im Coronadit Pb2+-Ionen und im Hollandit Ba2+-Ionen. Mit Hollandit verwandt ist Psilomelan, das zur Stabilisierung Ba2+-Ionen und Wasser enthält.

### β-MnO2

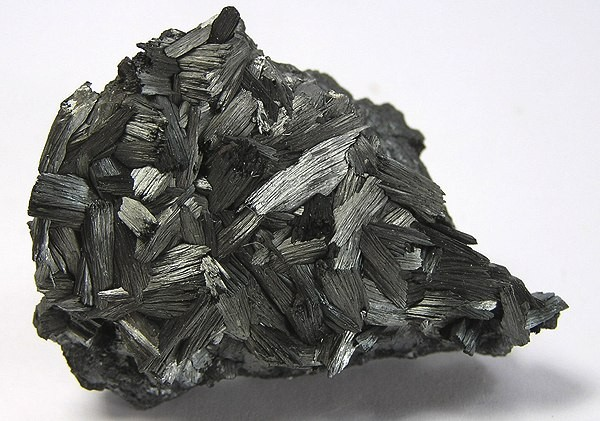
Kristallines Pyrolusit-Aggregat aus New Mexico, USA

β-Braunstein mit tetragonaler Kristallstruktur besteht aus leicht verzerrten MnO6 Oktaedern, die über gemeinsame Kanten zu langen Ketten verknüpft sind. Seine Gitterstruktur entspricht dem Rutil-Typ (TiO2), das heißt, in einer gewellten hexagonal dichtesten Kugelpackung der O2−-Anionen ist jede zweite Oktaederlücke mit einem Mn4+-Kation besetzt. Die Ketten sind untereinander über die Ecken der Oktaeder (das heißt, gemeinsame Sauerstoffatome) verknüpft. So ergibt sich eine (1x1)-Tunnelstruktur mit quadratischen Hohlräumen zwischen Oktaedern. Die Tunnel sind nicht groß genug, um Fremdionen einzulagern.
β-Braunstein kann synthetisch hergestellt werden und kommt natürlich als das Mineral Pyrolusit vor, das relativ gut kristallisiert und praktisch wasserfrei ist. Es ist in wasserfreier Form ein stöchiometrisches Mangandioxid mit der Summenformel MnO2. Der Name Pyrolusit leitet sich von den griechischen Wörtern πυρο „pyro“ (Feuer) und „louein“ (waschen) ab, da dieses Mineral bereits im Altertum zur Entfärbung von grünen Gläsern benutzt wurde.

### R-MnO2(Ramsdellit)

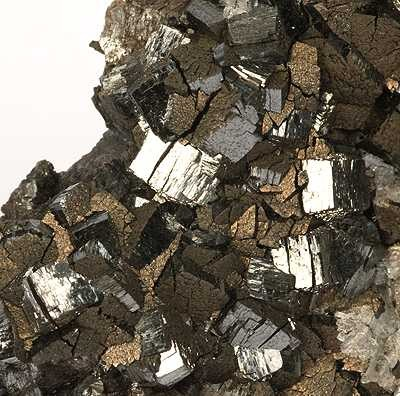
Ramsdellit aus Arizona, USA

Im Ramsdellit, mit orthorhombischer Kristallstruktur, sind je zwei MnO6-Oktaederketten über gemeinsame Kanten zu Doppelketten verknüpft. Diese Doppelketten sind über Oktaederecken (das heißt, gemeinsame Sauerstoffatome) mit den Nachbarketten verbunden. Es ergibt sich eine (1x2)-Tunnelstruktur mit rechteckigen Hohlräumen. Die Tunnel sind in der Regel leer, sie können aber kleine Mengen an Na+ und Ca2+-Ionen sowie Wasser enthalten. Ramsdellit hat die gleiche Struktur wie Goethit (FeO(OH)) und Gibbsit (Al(OH)3).
Das Mineral Ramsdellit kommt im Gegensatz zu Pyrolusit in der Natur nur sehr selten vor. Es ist nach dem US-amerikanischen Mineralogen Lewis Stephen Ramsdell benannt.

### γ-MnO2
γ-Braunstein ist eigentlich keine eigene Modifikation, sondern eine Verwachsung von Pyrolusit und Ramsdellit – das heißt, auf mikroskopischem Maßstab wechseln sich Bereiche mit Pyrolusit- und Ramsdellit-Struktur ab. Die Struktur ist noch komplizierter, da im Gitter statt Mn4+-Ionen Mn3+-Ionen eingebaut sein können, Kationen Fehlstellen vorhanden sein können und H2O beziehungsweise OH−-Ionen in die Struktur eingebaut sein können. Deswegen wird γ-MnO2 oft durch die Formel Mn(IV)1-xMn(III)xO2-xOHx beschrieben.
γ-Braunstein kann synthetisch hergestellt werden und kommt in der Natur als das Mineral Nsutit vor. Dieses ist nach den großen Vorkommen dieses Minerals in der Nähe von Nsuta in Ghana benannt.

### δ-MnO2

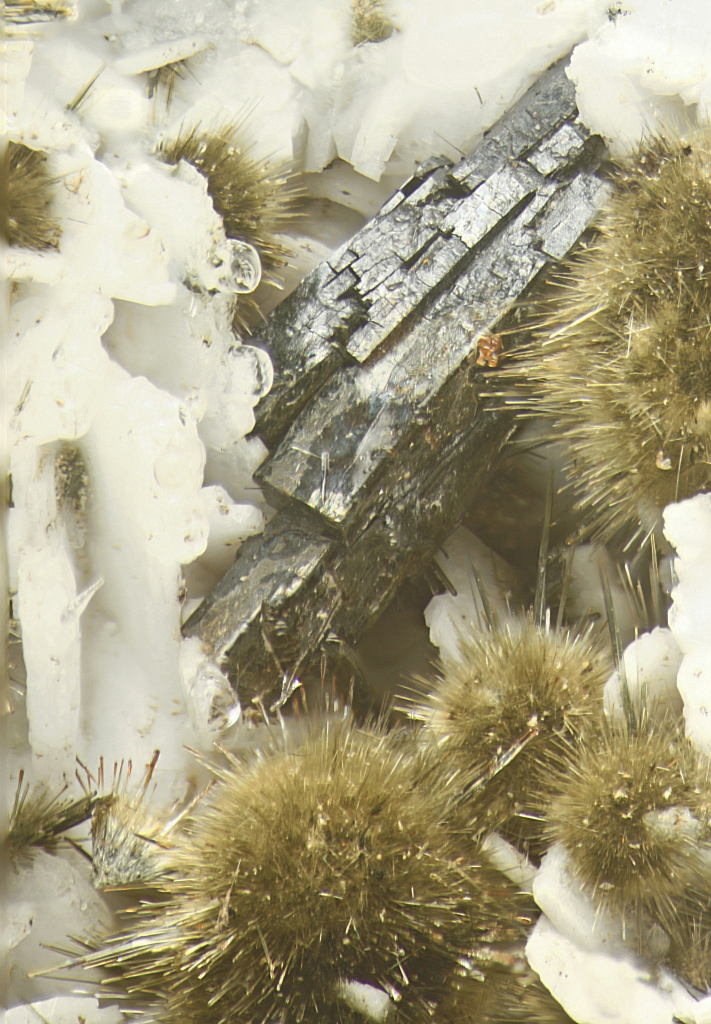
Pseudomorphose von Birnessit/Ranciéit vermutlich nach Serandit. Die olivgrünen „Igel“ bestehen aus Aegirin und auf den weißen Mikroklinkristallen sind einige kleine, farblose Tröpfchen Opal zu sehen

δ-Braunstein besteht aus Schichten von eckenverknüpften MnO6-Oktaedern. Da natürlich vorkommende δ-Braunsteine schlecht kristallisieren, ist ihre Struktur weitgehend unbekannt.
Zu dieser Gruppe werden die natürlich vorkommenden Mineralien Birnessit [Na, Ca, Mn(II)]Mn7O14 2,8H2O] und Vernadit MnO2 xH2O gerechnet. Vernadite enthalten typischerweise kleine Beimengungen von Fremdionen (K+, Mg2+, Ca2+, Ba2+ und Fe2+) sowie 15–25 % Wasser. Birnessit ist das häufigste in der Natur vorkommende Mineral mit einer Schichtstruktur aus MnO6-Oktaedern. Der Schichtabstand beträgt etwa 7,3 Å entlang der c-Achse. Zwischen den Schichten in Birnessit sind Kationen und Wasser eingelagert. Das Mineral ist nach dem Fundort Birness (Aberdeenshire) in Schottland benannt. δ-Braunsteine können auch synthetisch hergestellt werden.

### ε-MnO2
ε-Braunstein, auch als Mineral Akhtenskit bekannt, besteht aus einer hexagonal-dichtesten Kugelpackung von O2−-Anionen. In dieser ist die Hälfte der Oktaederlücken mit Mn4+-Kationen in zufälliger Verteilung besetzt.

## Verwendung

### Manganrohstoff
Braunsteine sind der wichtigste Ausgangsstoff für die Herstellung von metallischem Mangan und Manganverbindungen wie Manganchlorid, Mangancarbonat, Mangansulfat und Kaliumpermanganat. Daneben werden Braunsteine auch direkt zur Herstellung von Ferromangan und anderen Mangan-Legierungen verwendet.

### Zellen und Batterien
Braunsteine beziehungsweise Mangandioxid gehören zu den wichtigsten Kathodenmaterialien für Batterien. Der Grund liegt in der Kombination von physikalischen und elektrochemischen Eigenschaften mit guter Umweltverträglichkeit und einem relativ niedrigen Preis. Die elektrochemische Aktivität von Braunsteinen in Batterien hängt von verschiedenen Faktoren ab, beispielsweise der Struktur, der spezifischen Oberfläche, der Porosität und der Stoffreinheit. Braunsteine werden sowohl in Zink-Kohle- und Alkali-Mangan-Batterien als auch in wasserfreier Form in Lithium-Batterien verwendet. In wässerigen Systemen besitzt γ-Braunstein die höchste elektrochemische Aktivität und wird daher praktisch ausschließlich verwendet. In der Vergangenheit wurde oft hochwertiger oder aufbereiteter Naturbraunstein (NMD, die Abkürzung der englischen Bezeichnung natural mangenese dioxide) verwendet. Aufgrund gestiegener Anforderung an die Aktivität und Reinheit des Materials werden heute praktisch nur noch synthetische Braunsteine verwendet. Dies kann chemisch hergestellter Braunstein (CMD, die Abkürzung der englischen Bezeichnung chemical manganese dioxide) oder durch elektrochemische MnO2-Abscheidung aus Mn2+-Lösungen hergestellter Elektrolytbraunstein (EMD, die Abkürzung der englischen Bezeichnung electrolytic mangenese dioxide) sein.

### Ferrite
Ferrite sind elektrisch nicht leitende ferromagnetische Werkstoffe mit der allgemeinen Formel M[Fe2O4], wobei M für ein zweiwertiges Metall-Kation steht. Natürliche und synthetische Braunsteine dienen als Ausgangsstoff für die Erzeugung von weichmagnetischen Ferriten (mit M = Zn2+ und Mn2+).

### Oxidationsmittel
Braunsteine sind gute Oxidationsmittel und werden für anorganische und organische Reaktionen im Labor und im großtechnischen Maßstab verwendet. Technisch wichtig sind Oxidationen mit Braunsteinen in der Farb- und Duftstoffindustrie. Das wichtigste Beispiel ist die Oxidation von Anilin zu Hydrochinon. Durch die Einwirkung von heißer Salzsäure auf Braunsteine entstehen Manganchlorid und elementares Chlor. Diese Reaktion (auch Weldon-Verfahren genannt) wurde früher zur Darstellung von Chlor verwendet.

### Glas- und Keramikindustrie
Braunsteine werden seit dem Altertum für die Entfärbung von Glas verwendet („Glasmacherseife“). Im 16. Jahrhundert beschafften besonders die reisenden Walen oder Venetianer die benötigten Braunsteine für die Glasmanufakturen in Venedig (Murano). Weitere Anwendung finden sie bei der Erzeugung brauner Glasuren auf Tonwaren und beim Färben von Klinkern. Für diese Anwendungen werden in der Regel die preiswerten Naturbraunsteine verwendet.

### Katalysator
Gelegentlich wird Braunstein als Katalysator verwendet, beispielsweise im Walter-Antrieb zur Aufspaltung von Wasserstoffperoxid in Wasserdampf und Sauerstoff.